# Rainbow (wytwórnia)
Rainbow S.p.A. (znane również jako Rainbow S.r.l.) – włoskie przedsiębiorstwo, spółka zależna Viacom, wytwórnia produkująca seriale animowane. Została założona w 1995 roku w Loreto. Aktualnie jest to największe studio tworzące animacje w Europie. Jest znane z takich produkcji jak Klub Winx, Huntik: Łowcy tajemnic, czy Królewska Akademia Bajek. Założycielem i dyrektorem od 1995 jest Iginio Straffi. Ponadto Rainbow jest głównym właścicielem włoskiego dystrybutora, firmy Tridimensional S.r.l., która rozpowszechnia na terenie Włoch prasę dziecięcą, filmy i seriale na DVD, zabawki oraz jest główną wytwórnią muzyczną na potrzeby serialu animowanego Klub Winx.
W 2011 roku 30% udziałów firmy Rainbow SpA wykupił Viacom. W 2015 roku firma Rainbow przejęła Bardel Entertainment. W 2017 roku Rainbow przejęło grupę Iven SpA, do której należy Colorado Film, Moviement, San Isidro Edizioni Musicali oraz Gavila srl.

## Filmografia
Pełnometrażowe
- Klub Winx – tajemnica zaginionego królestwa (2007)
- Tommy & Oskar (2007)
- Winx Club: Magiczna przygoda (2010)
- Prawie jak gladiator (2012)
- Winx Club: Tajemnica morskich głębin (2014)
- Tiro Libero (2017)
- Dziewczyna we mgle (2017)
- Puoi baciare lo sposo (2018)

Seriale
- Tommy & Oscar (1998-2002)
- Prezzemolo (2002)
- Klub Winx (od 2004)
- Monster Allergy (2005-2006)
- Huntik: Łowcy tajemnic (2009)
- PopPixie (2010)
- Mia i Ja (sezony 1-2, 2012-2015)
- Świat Winx (2016-2018)
- Królewska Akademia Bajek (2016-2018)
- Maggie i Bianca (2016-2017)
- 44 koty (od 2018)
- Club 57 (od 2019)
- Fate: The Winx Club Saga (2020)

## Teatr
- Winx Power Show – musical oparty na pierwszym sezonie serialu Klub Winx.
- Winx on Tour - niderlandzka trasa przedstawień teatralnych.
- Winx on Ice – wystawa jeździectwa figurowego na lodzie o czarodziejkach Winx.
- Winx Club Musical Show – włoska trasa musicalowa z okazji 10 lecia serii Winx.